# Krisenreaktionszentrum für IT-Sicherheit der Deutschen Versicherungswirtschaft
Das Krisenreaktionszentrum für IT-Sicherheit der Deutschen Versicherungswirtschaft (LKRZV) ist eine zentrale Meldestelle, die als Frühwarnsystem alle ihm angeschlossenen Versicherungsunternehmen bei aktuellen Cyberattacken warnt. Das LKRZV wird seit 2010 vom Gesamtverband der Deutschen Versicherungswirtschaft e.V. (GDV) betrieben.

## Aufgabe
Das LKRZV ist fachlich beratend tätig und fungiert als Single Point of Contact zwischen den zuständigen Bundesministerien und Behörden sowie den angeschlossenen GDV-Mitgliedsunternehmen. Das LKRZV informiert das Bundesamt für Sicherheit in der Informationstechnik (BSI) über Cyber-Angriffe auf Versicherungsunternehmen, die auch für andere sensible Branchen relevant sein können, und warnt Unternehmen bei aktuellen Angriffswellen auf die IT oder vor bekannten Sicherheitslücken. Zusätzlich ist das LKRZV, zusammen mit dem GDV, ein Ansprechpartner zu allen Themen im Bereich der Cyber- und IT-Sicherheit für die deutschen Versicherungsunternehmen. Es soll ein laufendes Monitoring der aktuellen Bedrohungs- und Sicherheitslage für die Versicherungsbranche liefern.
Seit 2017 fungiert das LKRZV zudem als gemeinsame übergeordnete Ansprechstelle nach §8b Abs. 5 BSI-Gesetz.

## LKRZV-Meldeportal
Das LKRZV-Meldeportal ist seit November 2018 eine für Versicherungsunternehmen bzw. die Mitgliedsunternehmen des GDV kostenlose, hochverfügbare Plattform, auf der die angeschlossenen Unternehmen Vorfälle in der IT-Sicherheit an das LKRZV melden können. Diese Meldungen werden vom LKRZV verschlüsselt an das BSI weitergeleitet. Zudem werden Warnmeldungen des Bundesamts für Sicherheit in der Informationstechnik hierüber unverzüglich an die Unternehmen verteilt. Das LKRZV-Meldeportal dient damit als einheitlicher Melde- und Warnkanal über aktuelle Ereignisse im Bereich IT-Sicherheit.